# Sonangol
Sonangol (en portuguès: Sociedade Nacional de Combustíveis de Angola E.P) és una empresa paraestatal (una corporació de propietat parcial de l'Estat o agència governamental, Companyia nacional de petroli) que supervisa la producció de petroli i gas natural a Angola. El grup compta amb nombroses filials. Les filials tenen generalment Sonangol com a client principal, juntament amb altres clients corporatius, comercials i individuals. A Angola s'estima que hi ha més de 5.000 milions de barrils de reserves de petroli i els nous descobriments estan superant el consum en una proporció de 5 a 1.

## Història
Poc abans de la independència d'Angola de Portugal, després de l'elecció d'un govern democràtic modern a Portugal en 1976, la companyia ANGOL (ANGOL Sociedade de Lubrificantes i SARL Combustíveis, fundada el 1953 com a filial de l'empresa portuguesa SACOR) va ser nacionalitzada i es dividí en dues, formant Sonangol UEE i Direcção Nacional de Petroleos. La Directiva 52/76 va instituir Sonangol com a empresa de propietat estatal amb el mandat d'administrar el petroli importants del país i el gas natural. Usant les restes del treball fet per Texaco, Fina, Shell i Mobil, Sonangol ha obtingut ajut de l'algeriana Sonatrach i la italiana Eni. De 1999 a 2012 en fou president del consell d'administració Manuel Vicente.
En setembre de 2013 el gegant petroler Marathon Oil va anunciar que havia arribat a un principi d'acord per vendre una participació del 10% dels seus drets petroliers a la costa d'Angola a Sonangol.
En desembre 2013 de Sonangol va adquirir els drets d'exploració de cinc blocs de petroli a Angola, el que podria ser licitat per al desenvolupament en una data posterior.
En juny de 2016, el president d'Angola José Eduardo dos Santos va destituir tot el consell d'administració de Sonangol i va nomenar Isabel dos Santos presidenta de l'empresa, per tal de garantir la transparència i aplicar els estàndards mundials de govern corporatiu.

## Milers de milions de petroli perduts
En desembre de 2011 Human Rights Watch va dir que el Govern d'Angola hauria d'explicar el parador de 32.000 milions d'US $ dels fons del govern vinculats a Sonangol. Un informe de desembre de 2011 pel Fons Monetari Internacional va dir que els fons del govern foren gastats o transferits de 2007 a 2010 sense ser degudament documentats en el pressupost. El FMI va assegurar que la major part dels 32 mil milions es van utilitzar per motius legítims del govern i que es consideren "trobats".